# Marcus Atilius Regulus

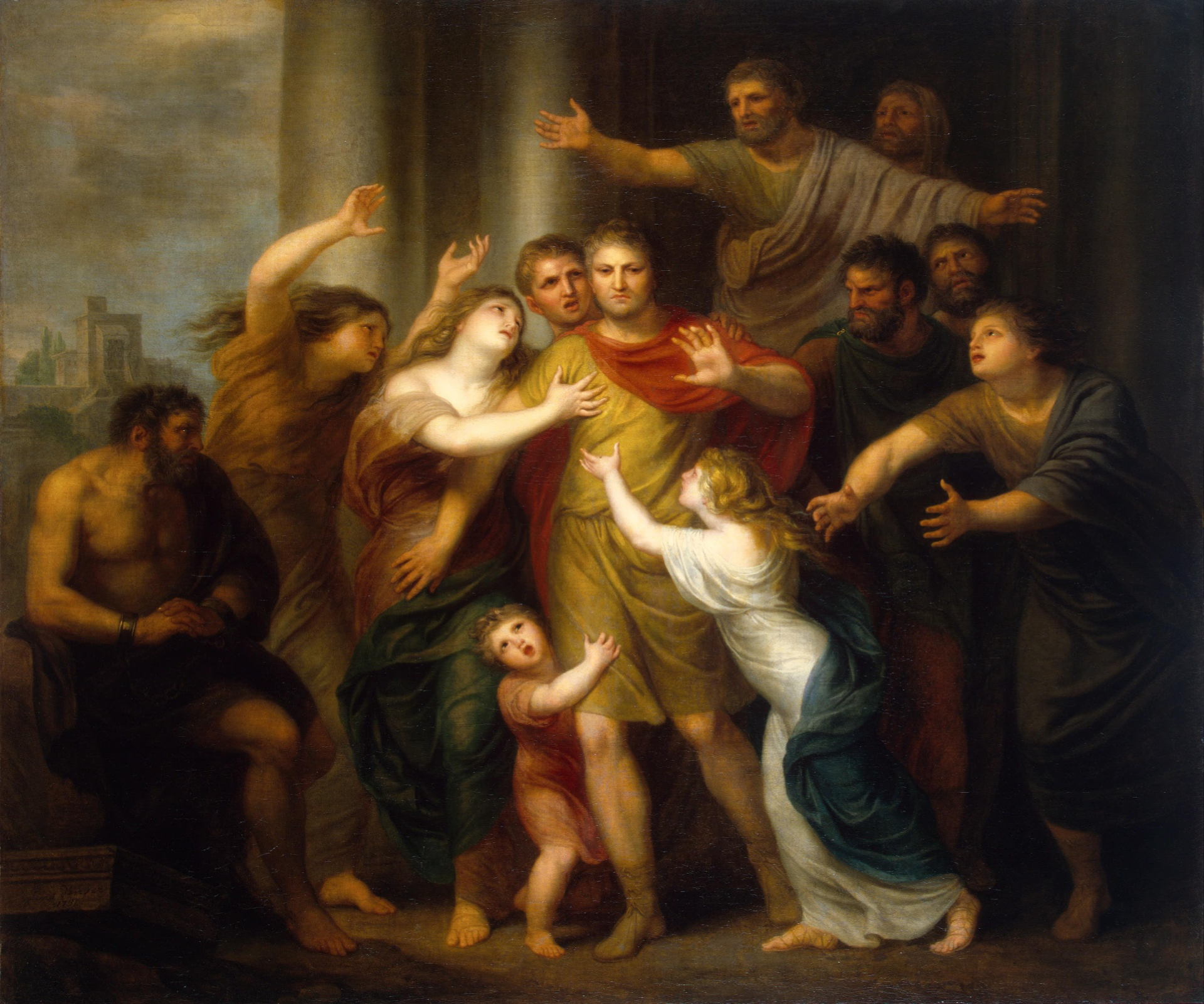
Marcus Atilius Regulus se întoarce la Cartagina, pictură de Andries Cornelis Lens, 1791.

Marcus Atilius Regulus a fost un consul și om de stat roman care a trăit în secolul al III-lea î.Hr., erou al timpului său.
A devenit consul pentru prima oară în anul 267 î.H. În timpul acestui mandat, el reușește să cucerească Salletiniul, iar apoi capturează Brundisiumul (actualul Brindisi). În cel de-al nouălea an al Primului Război Punic (264-241 î.H.), 256 î.H., Regulus, împreună cu colegul său, Lucius Manlius Vulso, i-au învins pe cartaginezi în bătălia de pe Muntele Ecnomus. 
După această bătălie, Vulso a fost rechemat, lăsându-l pe Regulus să termine singur războiul. După aceea, el a continuat să lupte, obținând noi victorii. Astfel, a invadat Africa și a capturat orașele Apsis și Tunis. Însă, în anul 255 î.H.a suferit o înfrângere usturătoare, în care 30.000 de romani au fost omorâți, 2000 s-au adăpostit în Clypea, iar Regulus a fost capturat cu încă 500 de oameni de-ai săi. Cinci ani mai târziu, cartaginezii l-au eliberat, trimițându-l la Roma să negocieze condițiile de pace și schimbul de sclavi. Acesta a sfătuit Senatul să refuze termenii propuși de dușmani și s-a întors în captivitate la Cartagina. Aici a fost probabil torturat și executat, deși Polybius ne spune că a murit din cauze naturale în captivitate.